# Walter Bucciarelli
Walter Bucciarelli (Chieti, 2 marzo 1959) è un conduttore televisivo, giornalista, produttore cinematografico e speaker italiano.
È cofondatore e direttore dell'Accademia del Doppiaggio.

## Carriera
Bucciarelli inizia la sua carriera negli anni '80 come conduttore radiofonico e attore per Radio Rai, partecipando a fiction e trasmissioni radiofoniche. Successivamente ha lavorato in televisione, ideando e producendo programmi come Vipere e Papere per Stream News (ora SkyTG24), Glamour TV, Detto & Contraddetto e Rocambolario. Diventa Giornalista nel 2002 e collabora con Oltremoda su Rai Uno, al Festival di Cannes e il Festival di Sanremo. Ha inoltre realizzato reportage per Sky Sport e Mediaset e ha condotto Walter Closed su FOX.
Nel 2002, Bucciarelli ha co-fondato l'Accademia del Doppiaggio® con Christian Iansante e Roberto Pedicini. Bucciarelli è attuale direttore generale dell’Accademia del Doppiaggio.
Nel 2013 ha lavorato come speaker per l'album dei Pooh Pooh Box Voci per Valerio.
Nel 2016, Bucciarelli ha cofondato a Roma la Compagnia del Cinema srl, società di produzione cinematografica e doppiaggio, in collaborazione con Big Broadcast Interattivo Globale srl.
Nel 2018, Bucciarelli e il doppiatore Guido Di Naccio sono intervenuti a un seminario presso l'Università Bocconi di Milano sulle sfide dell'industria del doppiaggio.

## Pubblicazioni
Bucciarelli è autore di Acting Coach (2020) e Voice Coach (2023).